# Miguel Usandizaga
Miguel Usandizaga (Barcelona, 1954) és arquitecte i doctor arquitecte per l'Escola Tècnica Superior d'Arquitectura de Barcelona (Universitat Politècnica de Catalunya). Des del 1978, té experiència professional com a arquitecte en col·laboració amb els arquitectes Lluís Cantallops, Albert Cuchí, Arcadio de Bobes, José Antonio Martínez Lapeña, Elías Torres i Toni Tribó. 1994: Premi FAD d'Arquitectura del jurat del jurat de l'opinió en l'apartat d'espais exteriors (amb José Antonio Martínez Lapeña i Elías Torres). 1990-1999: Subdirector, cap d'estudis i director de l'Escola Tècnica Superior d'Arquitectura del Vallès (Universitat Politècnica de Catalunya). Ha fet investigació en història de l'art i de l'arquitectura, mercats i espais urbans, forma de l'espai modern, disseny universal, arquitectura teatral i escenografia.